# Серано
Серано (на английски: Serrano) е калифорнийско индианско племе живяло в планините Сан Бернардино в южна Калифорния. Езика им е класифициран към групата Такик на юто-ацтекското езиково семейство. Самите те се наричат „Таакутам“, което означава хора. Друго тяхно самоназвание е „Мааренгаям – хората от Моронго“ и „Юхавиатам – хората на боровете“. Името серано идва от испански и означава планинари. Територията им обхваща район, достигайки на североизток до областта на река Мохаве, а на югоизток до Техон Крийк. За жилища използвали просторни куполовидни колиби от преплетени върбови клони покрити с рогозки от тръстика. Обикновено едно тяхно село се състояло от 10 до 30 такива колиби. Изработвали кошници и глинени съдове инкрустирани със седеф. Мъжете ходели голи, а жените с препаски от кожи. Прехранвали се главно с лов на дребен дивеч и събирането на диви плодове, ядки и семена. Считали мечката за легендарен предшественик и затова не ядяли месото ѝ и не използвали кожата ѝ.
Преди европейския контакт племето наброява около 1500 суши. През 1910 г. са 150 души заедно с татавиам и китанемук.
През 1834 г. испанците насилствено ги преместват в мисия. През 1840 и 1860 г. преживяват 2 опустошителни епидемии от едра шарка. През 1875 г. правителството създава резерват за тях, китанемук и татавиам.